# Quelant de fosfat
Els quelants de fosfat o aglutinants de fosfat són medicaments utilitzats per reduir l'absorció del fosfat dietètic; es prenen juntament amb els àpats i els berenars. S'utilitzen amb freqüència en persones amb malaltia renal crònica (MRC), que són menys capaços d'excretar fosfat, donant lloc a un fosfat sèric elevat.
Exemples:
- Carbonat de calci: Caosina, Carbocal, Cimascal, Mastical, Natecal; i molts altres comercialitzats amb vitamina D.
- Clorhidrat o carbonat de sevelamer: Sevelamero, Fosquel, Renagel, Renvela, Restafos.
- Carbonat de lantà: Fosrenol.